# Białusny Lasek
Białusny Lasek (prononciation : [bjaˈwusnɨ ˈlasɛk]) est un village polonais de la gmina de Myszyniec dans le powiat d'Ostrołęka de la voïvodie de Mazovie dans le centre-est de la Pologne.
Il se situe à environ 3 kilomètres au sud-ouest de Myszyniec (siège de la gmina), 38 kilomètres au nord-est d'Ostrołęka (siège du powiat) et à 130 kilomètres au nord de Varsovie (capitale de la Pologne).
Le village compte approximativement une population de 339 habitants en 2008.

## Histoire
De 1975 à 1998, le village appartenait administrativement à la voïvodie d'Ostrołęka.